# Smolęcin (powiat gryficki)
Smolęcin (z niem. Schmalentin) – wieś w północno-zachodniej Polsce położona w województwie zachodniopomorskim, w powiecie gryfickim, w gminie Gryfice.

## Lata przed II wojną światową
W 1925 roku wieś liczyła 256 mieszkańców. Z czego zdecydowana większość (231 zamieszkanych) wyznania protestanckiego, 3 katolików, natomiast o 23 brak informacji.  Protestancka ludność wsi należała do parafii Bądkowo oraz Resko. Z kolei katolicy należeli do parafii w Gryficach.
Społeczność wiejska była władzą lokalną na najniższym szczeblu administracyjnym. Samorząd lokalny był przez 6 lat wybieranym przywódcą społeczności. W latach trzydziestych XX w. przywódcy społeczności byli nazywani burmistrzami. Funkcjonowała również rada gminy.

## Lata powojenne
Miejscowość zajęta 5 marca 1945 r. przez wojska radzieckie 3 A 1FB i przekazana wkrótce Polsce.
W latach powojennych zasiedlali ją Polacy ówczesnych województw: lubelskiego, poznańskiego, łódzkiego, kieleckiego, wileńskiego, tarnopolskiego i stanisławowskiego.
W latach 1946–1998 miejscowość należała administracyjnie do województwa szczecińskiego.
Ważną rolę w powojennej historii wsi odegrała szkoła podstawowa, funkcjonująca w latach 1945-1977, a jej ruiny pozostały do dziś.
Gmina Gryfice utworzyła jednostkę pomocniczą – "Sołectwo Smolęcin", które obejmuje jedynie wieś Smolęcin. Organem uchwałodawczym sołectwa jest zebranie wiejskie, na którym mieszkańcy wybierają sołtysa. Działalność sołtysa wspomaga jest rada sołecka, która liczy od 3 do 7 osób – w zależności jak ustali wyborcze zebranie wiejskie. 
Centrum kultury dla miejscowej społeczności stanowi świetlica, otwarta 6 listopada 2010 r.

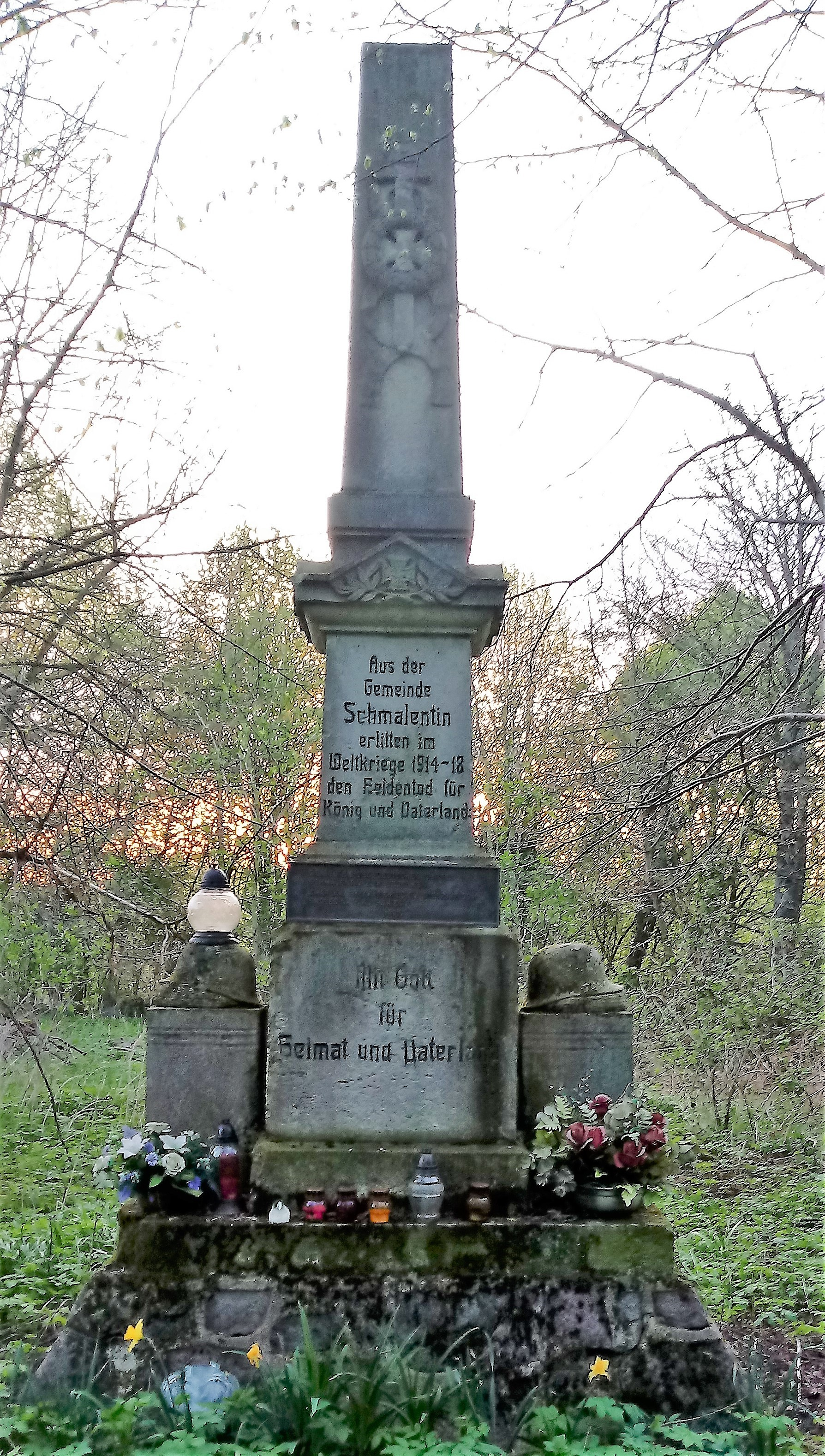
Monument ku czci poległych mieszkańców w walkach podczas I wojny światowej.

Na terenie wsi znajduje się cmentarz datowany na przełom XIX i XX w. W jego centralnej części  wzniesiono monument ku czci mieszkańców poległych podczas I wojny światowej. Na jego ścianach zapisano dane poszczególnych żołnierzy.